# Кабьер, Габриелла Ольга
Габриелла Ольга Кабицына-Кабьер (урождённая Хлебникова; род. 1965, Москва) — историк искусств, писательница, куратор, галерист.

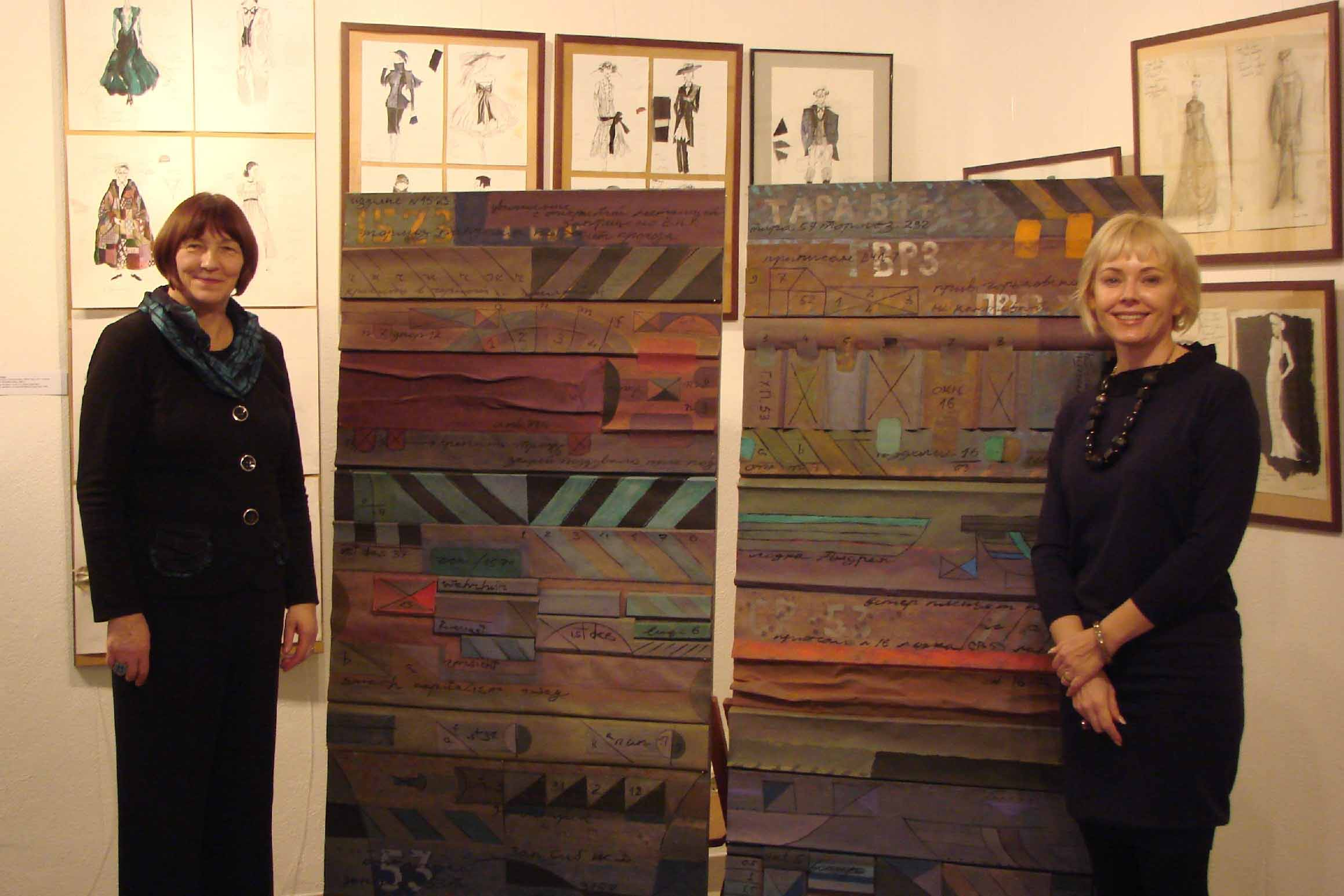
Передача работы В. Опары Латвийскому Национальному Музею Изобразительного Искусства в галере Ольги Хлебниковой, 2009 год с Māra Lāce

## Биография
Габриелла Ольга родилась в Москве в 1965 году в польской семье. Отец — военный, мать — медик. После окончания школы поступила в Академию народного хозяйства им. Плеханова на факультет экономической кибернетики. Получив диплом поступила во вновь сформированную Всероссийскую академию живописи, ваяния и зодчества под руководством народного художника СССР Ильи Глазунова на первый набор курса «Истории искусства». Ещё во время учёбы активно занялась выставочной и публицистической деятельностью. В 2009 с семьей переехала в Европу. Пишет исторические рассказы для детей, которые были опубликованы в России и Латвии, и читаются на католическом радио Мария.

## Проекты искусствоведа Габриеллы Ольги Кабьер (Хлебниковой)
Первый опыт выставочной деятельности получила при организации отчетной выставки Академистов в 1990 году. Вела экскурсионную работу на выставках И. Глазунова в Москве и Санкт-Петербурге. Была внештатным корреспондентом газеты «Московский комсомолец», публикова свои стать о художниках в журнале Новая Юность и в журнале Иностранная литература. Журнал Новая Юность несколько раз посвящал обложки своих изданий её выставкам. Начала самостоятельную выставочную деятельность в Центре Культуры «Россия» и позже организовала частную галерею своего имени — галерею Ольги Хлебниковой, работающую с современными художниками. Деятельность её галереи отражала взгляды создателя на современную живопись и искусство театра и кино.
Параллельно с этим в 1995 году в партнёрстве с М. Ворониной организовала аукционный дом «Забава», специализирующийся на театральном искусстве. «Забава» проводила аукционы несколько раз в год, где их ведущими были такие люди как Валдис Пельш, Леонид Якубович и др. В этих аукционаях использовались лоты из личных вещей известных артистов, режиссёров, политиков, журналистов. Это давало возможность прикоснуться к истории через конкретные предметы, письма, документы.
В 1996 году была одним из организаторов культовой выставки «Пути Бумаги», которая сейчас храниться в архивах музея Гараж. Вместе с М. Фаткулиным написала заглавную статью каталога, которая расширяет познания любителей искусства в использовании бумаги как носителя изображения и как само изображение. Эта концептуальная выставка показала, что бумагу можно использовать разными путами: скульптуры, изображения, объёма.
В рамках проведения выставок Габриелла Ольга организовывала творческие выступления режиссёров и артистов: А. Адабашьяна, Л. Полищук, А. Васильева и др.
В 1999 году Галерея Ольги Хлебниковой совместно с АД «Забава» организовали Всероссийский конкурс на лучший костюм Татьяны Лариной к 200-летнему юбилею рождения А. С. Пушкина. Финал конкурса с показом всех костюмов был транслирован 1 каналом России и проходил в Литературном Музеи им. А. С. Пушкина в Москве. Этот проект стал одним из главных событий празднования этого юбилея и дал возможность молодым театральным художникам заявить о себе широкой и своём таланте широкой публике.
В 2002 организовала проект «Универсальный круг» задействовав важнейшие имена русского художественного мира. Эта выставка сделала шаг в продолжении традиций агитационного фарфоров 1920-х годов, давая возможность станковистов использовать новую форму самовыражения.
В 2003 году была приглашена Виктором Мизиано в организационный комитет выставки Павильона России на Венецианской Биеннале.
С 2004 была членом правления Московского городского гольф клуба по вопросам культуры. Знакомила публику с творчеством фотореалиста С. Гета и с поэтическими пейзажами реалиста Олега Молчанова.
Несколько лет была Генеральным Секретарем Российского отделения AICA, работала совместно с искусствоведом Андреем Толстым. Осуществила важную связь между российской секцией и коллегами во Франции.
После переезда в Латвию в 2008 открыла свою галерею Ольги Хлебниковой в Риге, провела много выставок как российских, так и латышских художников, обширно освещаемых прессой страны. В том числе выставка Владимира Опары, работы которого были переданы Габриеллой Ольгой Латвийскому Национальному Художественному Музею. В первые открыла Рижской публике самостоятельную значимость эскиза театрального костюма как предмета искусства. Это обогатило художественную жизнь города и имело значительный отклик в публике.
С 2010 писала исторический роман и сказки для детей, которые были опубликованы на русском и латышском языках в 2021 году, а также читаются на Католическом Радио Мария. Её сказка вышла в ежегодном альманахе Katolu Kalendars 2022. В этих историях автор провозглашает традиционные христианские ценности.
Курирует показ выставки «Пути Бумаги» в Европе в 2022/23 годах.
Является куратором выставки рисунка детей беженцев от лица Католической Церкви Латвии. Была организатором встречи Архиепископа Риги Збигнева Станкевича и детей беженцев из Украины в рамках подготовки к выставке.
В мае 2022 года вместе с послом Украины в Латвии Александром Мищенко и Архиепископом Риги Збигневым Станкевичем открыла выставку рисунков детей беженцев из Украины в Риге. Ведёт активную деятельность по поддержки украинских художников, прибывающих в Латвию и выступает против развязывания Россией войны в Украине.
В июле 2022 года организовала серию благотворительных концертов деятелей культуры Украины по сбору денег для покупки средств индивидуальной защиты для ЗСУ.
С осени 2022 года вместе с мужем и дочерью Юлией занимается организацией посылки машин, техники и теплой одежды для армии Украины.
1 декабря 2022 организовала и открыла выставку "Take care of your teens" в EU House с Послом Украины в Латвии Олександром Мищенко и главой EU Commission Zane Petre молодых художников Латвии и Украины, включая девушек худодниц из Бучи и Ирпеня, где русские войска устроили террористические акты геноцида украинского народа.
8 декабря в интервью на Радио Латвия 4 говорила о геноциде народа Украины Россией и назвала Россию "страной террорист".

## Работа галереи Ольги Хлебниковой
Галерея была создана Габриеллой Ольгой в 1995 году в Москве. Галерея размещалась в одном из залов Центрального Дома Художников, с 1999 по 2002 годы проводила свои мероприятия в залах Театральной Галереи на Малой Ордынке (филиала музея А. А. Бахрушина).
В 2002 году переехала в помещение в Кропоткинском переулке. В 2008 галерея открылась в Риге, Латвия.
Основная деятельность галереи была посвящена работе с художниками второй половины 20-но века. Кроме этого, галерея, выбрала себе ещё одно направление — показать искусство художников театра и кино 20-го столетия. Галерея была пионером в демонстрации эскизов костюмов и декораций к известным спектаклям и кинофильмам 20-го века, знакомя широкую публику Москвы с творчеством таких художников как В. Ходасевич, Ф. Федоровский, Б. Мессерер, В. Басов, А. Адабашьян, А. Васильев, П. Каплевич, О. Ярмольник, О. Пустовалова, М. Ромадин и др. Так же галерея показывала и популяризировала графическое наследие деятелей искусства 30-40х годов. Она стала первой в Москве систематически демонстрировать работы таких известных деятелей культуры как: Б. Ефимов, Кукрыниксы, С. Эйзенштейн, В. Пудовкин, М. Ромма, С. Юдкевич, Н. Охлопков и др. В своей работе галерея опиралась на консультационную поддержку Виталия Вульфа, легендарного ведущего телепередачи «Серебряный шар». Галерея так же занималась реставрационными работами, в частности были отреставрированы эскизы костюмов В. Ходасевич к балету «Бахчисарайский фонтан» 1934 года из коллекции семьи профессора-физика П. Капицы.

## Список организованных выставок
- 1992: Мария Проферансова, Эмали. Стройэкспо, Москва
- 1993: Сергей Поляков, Живопись. Центр культуры «Россия», Москва
- 1993: Алексей Солдатов, Живопись. Центр культуры «Россия», Москва
- 1993: Кира Сошинская, Графика[37]. Центр культуры «Россия», Москва
- 1993: Ольга Погодина, Модели костюмов. Центр культуры «Россия», Москва
- 1993: Александр Заварин, Живопись. Центр культуры «Россия», Москва
- 1994: Художники Санкт-Петербурга из коллекции И. Литта. Центр культуры «Россия», Москва
- 1994: Дима Авель и К.Гоголь, Живопись. Центр культуры «Россия», Москва
- 1994: Олег Штыхно, Живопись[38]. Центр культуры «Россия», Москва
- 1994: Анатолий Зверев и Ашот Карапетян. Центр культуры «Россия», Москва
- 1994: Игорь Мясников, Живопись[39]. Центр культуры «Россия», Москва
- 1994: Мелкая африканская пластика рубежа XIX-XX веков. Центр культуры «Россия», Москва
- 1994: Диана Воуба, Живопись[40]. Центр культуры «Россия», Москва
- 1994: Александр Афонин и Сайда Бутусова, Живопись. Центр культуры «Россия», Москва
- 1995: Русские художники конца XX века. Сеул, Южная Корея
- 1995: Дмитрий Белюкин, Выставка одной картины[41]. ЦДХ, Москва
- 1995: Александр Адабашьян, Графика кино[42]. Галерея Ольги Хлебниковой, ЦДХ, Москва
- 1996: Валерий Орлов[43] и Сергей Поляков. Галерея Ольги Хлебниковой, ЦДХ, Москва
- 1996: Александр Адабашьян, Графика. Национальный художественный музей Белоруссии, Минск
- 1996: Участие в EUROP'ART. Женева
- 1996: Андрей Макаревич, Графика[44]. Галерея Ольги Хлебниковой, ЦДХ, Москва
- 1996: Участие в Арт-Москва[45]. Галерея Ольги Хлебниковой, ЦДХ, Москва
- 1996: Владимир Опара[46], Живопись. Галерея Ольги Хлебниковой, ЦДХ, Москва
- 1996: Валентина Апухтина[47], Графика. Галерея Ольги Хлебниковой, ЦДХ, Москва
- 1996: Борис Турецкий, Графика[48]. Галерея Ольги Хлебниковой, ЦДХ, Москва
- 1996: «Пути бумаги»[49]. Галерея Ольги Хлебниковой, ЦДХ, Москва
- 1996: Аукцион № 1 Театральной графики. Культурный фонд «Забава», Клуб «Англитер», Москва
- 1996: Павел Шербаум, Графика[50]. Галерея Ольги Хлебниковой, ЦДХ, Москва
- 1996: Дмитрий Кедрин, Живопись[51]. Галерея Ольги Хлебниковой, ЦДХ, Москва
- 1996: Сергей Поляков, Живопись. НКЦ, Казань
- 1997: Рахман Шихалиев, Живопись. Галерея Ольги Хлебниковой, ЦДХ, Москва
- 1997: Сергей Поляков, Живопись. Национальный художественный музей Белоруссии, Минск
- 1997: Владимир Солдаткин, Живопись. Галерея Ольги Хлебниковой, ЦДХ, Москва
- 1997: Татьяна Ян, Живопись[52]. Галерея Ольги Хлебниковой, ЦДХ, Москва
- 1997: Аукцион № 2 Театральной графики. Культурный фонд «Забава», Клуб «Англитер», Москва
- 1997: Николай Андриевич, Графика[53]. Галерея Ольги Хлебниковой, ЦДХ, Москва
- 1997: Сергей Поляков, «Реликты». Галерея Ольги Хлебниковой, ЦДХ, Москва
- 1997: Художники Армении, Живопись. Галерея Ольги Хлебниковой, ЦДХ, Москва
- 1997: Аукцион № 3 театральной графики. Культурный фонд «Забава», Клуб «Англитер»[54], Москва
- 1997: Д.Воуба, Д.Кедрин, А.Макаревич, С.Поляков, Р.Шихалиев. Галерея Ольги Хлебниковой, ЦДХ, Москва
- 1997: Николай Комаров. Графика[55]. Галерея Ольги Хлебниковой, ЦДХ, Москва
- 1997: Графика художников театра и кино. Галерея Ольги Хлебниковой, ЦДХ, Москва
- 1997: Диана Воуба, Живопись[40]. Галерея Ольги Хлебниковой, ЦДХ, Москва
- 1997: Аукцион № 4 Театральной графики. Культурный фонд «Забава»[56], Клуб «Кино», Москва
- 1997: Павел Каплевич, Театральная графика. Галерея Ольги Хлебниковой, ЦДХ, Москва
- 1997: Сергей Поляков, Живопись. Клуб «Мономах», Москва
- 1997: Аукцион № 5 Театральной графики. Культурный фонд «Забава», Клуб «Мономах», Москва
- 1998: Валентина Ходасевич, Театральная графика[57]. Галерея Ольги Хлебниковой, ЦДХ, Москва
- 1998: Участие в IV Российском Антикварном салоне. ЦДХ, Москва
- 1998: Аукцион № 6 театральной графики. Культурный фонд «Забава»[58]. Театральная галерея на Малой Ордынке, Москва
- 1998: Презентация книги А. Васильева «Красота в изгнании»[59]. ЦДХ, Москва
- 1998: Александр Васильев, Театральная графика[60]. Театральная галерея на Малой Ордынке, Москва
- 1998: Участие в V Российском Антикварном салоне. ЦДХ, Москва
- 1998: Карнавал и маскарад в театре и жизни[61]. Театральная галерея на Малой Ордынке, Москва
- 1998: Конкурс на лучший маскарадный костюм[62]. Театральная галерея на Малой Ордынке, Москва
- 1999: Конкурс на лучший костюм Татьяны Лариной к 200-летию[10] А. С. Пушкина. Государственный литературный музей А. С. Пушкина, Москва
- 1999: Рождественский аукцион и выставка графики. Клуб «Маяк», Москва
- 2000: Благотворительный аукцион живописи 60-90х годов	МЭШ
- 2001: Выставка-первоманс «Здраствуй лето», Живопись Дмитрия Алексеева. Дом Даймлер-Крайслер, Москва
- 2001: Универсальный круг. Росписи фарфоровых тарелок художниками конца XX века: В. Немухин, Т. Назаренко, Н. Нестерова, Н. Вечтомов, Л. Табенкин, А. Бирштейн, К. Медведева, А. Адабашьян, О. Ярмолник, М. Ромадин, О. Булгакова, А. Ситников, С. Цигаль, Л. Бруни[63]. Театральная галерея на Малой Ордынке, Москва
- 2002: Художественная династия Цигалей[64]. Театральная галерея на Малой Ордынке, Москва
- 2003: Дмитрий Кедрин, Живопись. Галерея Ольги Хлебниковой, Москва
- 2003: Анна Бирштейн, Живопись. Галерея Ольги Хлебниковой, Москва
- 2004: Любовь Яковлева, Живопись. Галерея Ольги Хлебниковой, Москва
- 2004: Фотоработы Этери Чаландзии., «Король Лир и другие»[65]. Галерея Ольги Хлебниковой, Москва
- 2004: Сергей Гета, Живопись. Закрытый показ в МГГК
- 2005: Олег Молчанов, Живопись. Закрытый показ в МГГК
- 2005: Ильяс Айдаров, Живопись. Галерея Ольги Хлебниковой, Москва
- 2008: Фотоработы Этери Чаландзии, «Декорации снов»[66]. Дом Черноголовых, Рига
- 2009: Театральная графика из собрания галереи Ольги Хлебниковой: В. Басов, В. Ходасевич, Ф. Федоровский, А. Васильев, А. Адабашьян. Галерея Ольги Хлебниковой[67], Рига
- 2009: Библейская история[68]. Лодки и паровозы Владимир Опара. Галерея Ольги Хлебниковой, Рига
- 2009: Театральные художники Латвии[69]: Anna Heinrihsone, Ilze Vitolina, Elita Patmalniece, Ieva Kundzina, Jurate Silakaktina, Inara Gauja, Kristine Jurjane, Kristina Abika, Ieva Kaulina, Izolde Censniece-Suipe, Ieva Jurjane, Liene Rolsteina. Галерея Ольги Хлебниковой, Рига